# Mark Divine
Mark Divine (geboren 1964 oder 1965) ist ein US-amerikanischer Unternehmer, Buchautor und ehemaliger Navy SEAL.

## Leben

### Ausbildung
Divine wuchs in New York auf, studierte Wirtschaftswissenschaften an der Colgate University und erwarb einen MBA in Finanzwirtschaft an der New York University Stern School of Business. Anschließend arbeitete er als Wirtschaftsprüfer bei Coopers & Lybrand und betreute dort als Kunden unter anderem die Investmentbanken Salomon Brothers und PaineWebber.

### Navy SEAL
Vier Jahre nach seinem Studienabschluss beendete Divine seine Karriere als Wirtschaftsprüfer und wurde ein Navy SEAL. Im Alter von 26 Jahren schloss er den Einführungslehrgang SEAL BUD/s class number 170 als Lehrgangsbester ab. Er diente 9 Jahre als aktiver SEAL und weitere 11 Jahre als SEAL-Reservist. 2011 beendete er seine militärische Laufbahn als Commander (dt. etwa Fregattenkapitän).

### Unternehmer
Ab 1996 betätigte Divine sich als Unternehmer. Er war Mitgründer der Coronado Brewing Company (CBC), deren Anteile er später verkaufte, und Gründer der kommerziellen Webseite www.NavySEALs.com, die Informationen über die SEALs bereitstellt. 2006 gründete er die Firma US Tactical, die als Auftragnehmer der US-Regierung die Ausbildung der US Navy, insbesondere der SEALs unterstützt.
2004 war er außerordentlicher Professor an der Universität von San Diego. Im Rahmen des Dritten Golfkriegs wurde er als SEAL reaktiviert und in Baghdad eingesetzt. Dabei führte er im Auftrag des US-Verteidigungsministeriums eine Studie über die Rolle des United States Marine Corps unter den Spezialeinheiten durch.
Divine besitzt den Schwarzen Gürtel in mehreren Kampfsportarten und ist Ausbilder in Ashtanga Yoga. Nachdem er mit etlichen Anwärtern und Angehörigen militärischer Spezialeinheiten das Entwickeln mentaler Härte trainiert hatte, veröffentlichte er 2011 zunächst im Eigenverlag sein erstes Buch Unbeatable Mind (dt. unbezwingbarer Verstand) und entwickelte ein gleichnamiges Fernstudienprogramm. Daneben veröffentlichte er weitere Bücher in regulären Verlagen.
Divine lebt in Encinitas, Kalifornien, wo er das SEALfit Training Center betreibt.

## Bücher
- Staring Down the Wolf: 7 Leadership Commitments That Forge Elite Teams, St Martins PR, 2020, ISBN 978-1-250-23158-1.
- Unbezwingbar wie ein Navy SEAL: Resilienz und mentale Stärke für Erfolg auf höchster Ebene, Riva Verlag, 2016, ISBN 978-3-868-83921-0.
- Kokoro Yoga: Maximize Your Human Potential and Develop the Spirit, Griffin, 2016, ISBN 978-1-250-06721-0.
- Der Weg des SEAL: Werde charakterstark, belastbar und instinktsicher wie ein Elitesoldat, Riva, 2015, ISBN 978-3-868-83537-3.
- SEALfit in 8 Wochen: Trainiere wie ein Navy SEAL und erlange außergewöhnliche körperliche und mentale Stärke, Riva, 2015, ISBN 978-3-868-83520-5.